# Moydans
Moydans ist eine französische Gemeinde im Département Hautes-Alpes in der Region Provence-Alpes-Côte d’Azur. Sie gehört zum Kanton Serres im Arrondissement Gap. Sie grenzt im Nordwesten an Pommerol, im Norden an Bruis, im Nordosten an Montmorin, im Osten an Ribeyret, im Süden an Saint-André-de-Rosans und im Westen an Rosans.

## Bevölkerungsentwicklung
| Jahr      | 1962 | 1968 | 1975 | 1982 | 1990 | 1999 | 2006 | 2012 |
| --------- | ---- | ---- | ---- | ---- | ---- | ---- | ---- | ---- |
| Einwohner | 59   | 70   | 75   | 63   | 58   | 53   | 48   | 61   |

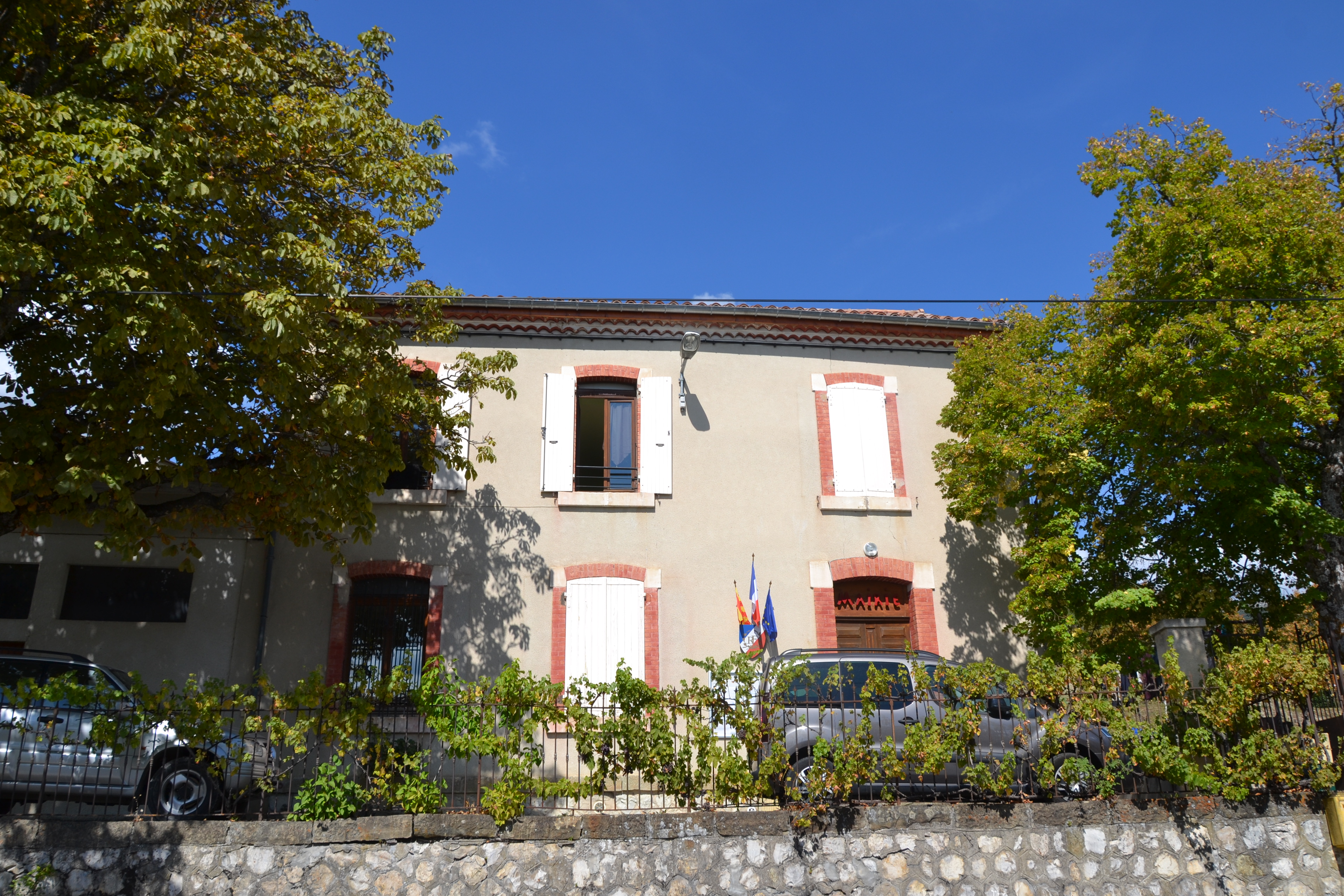
Mairie Moydans
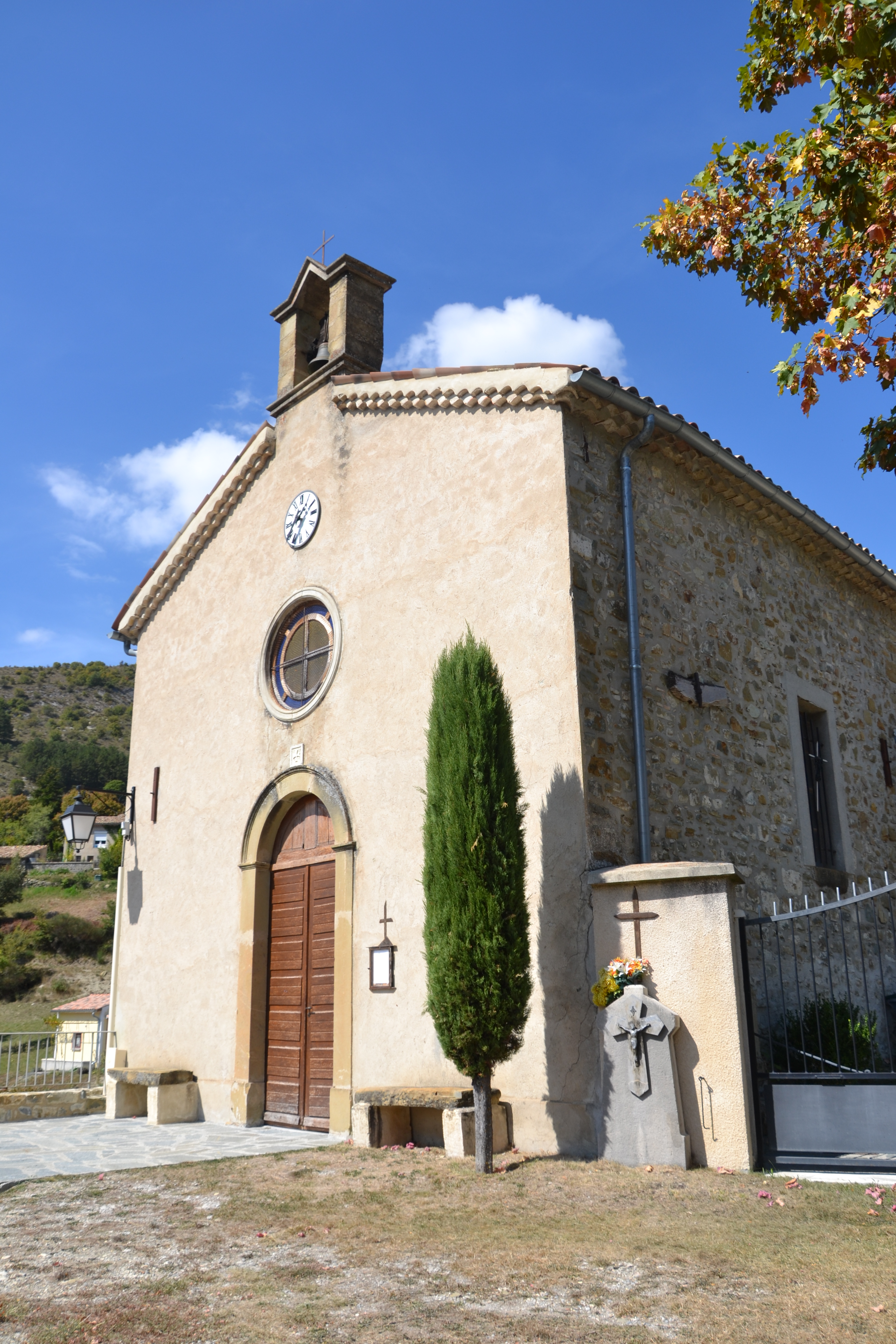
Himmelfahrtskirche
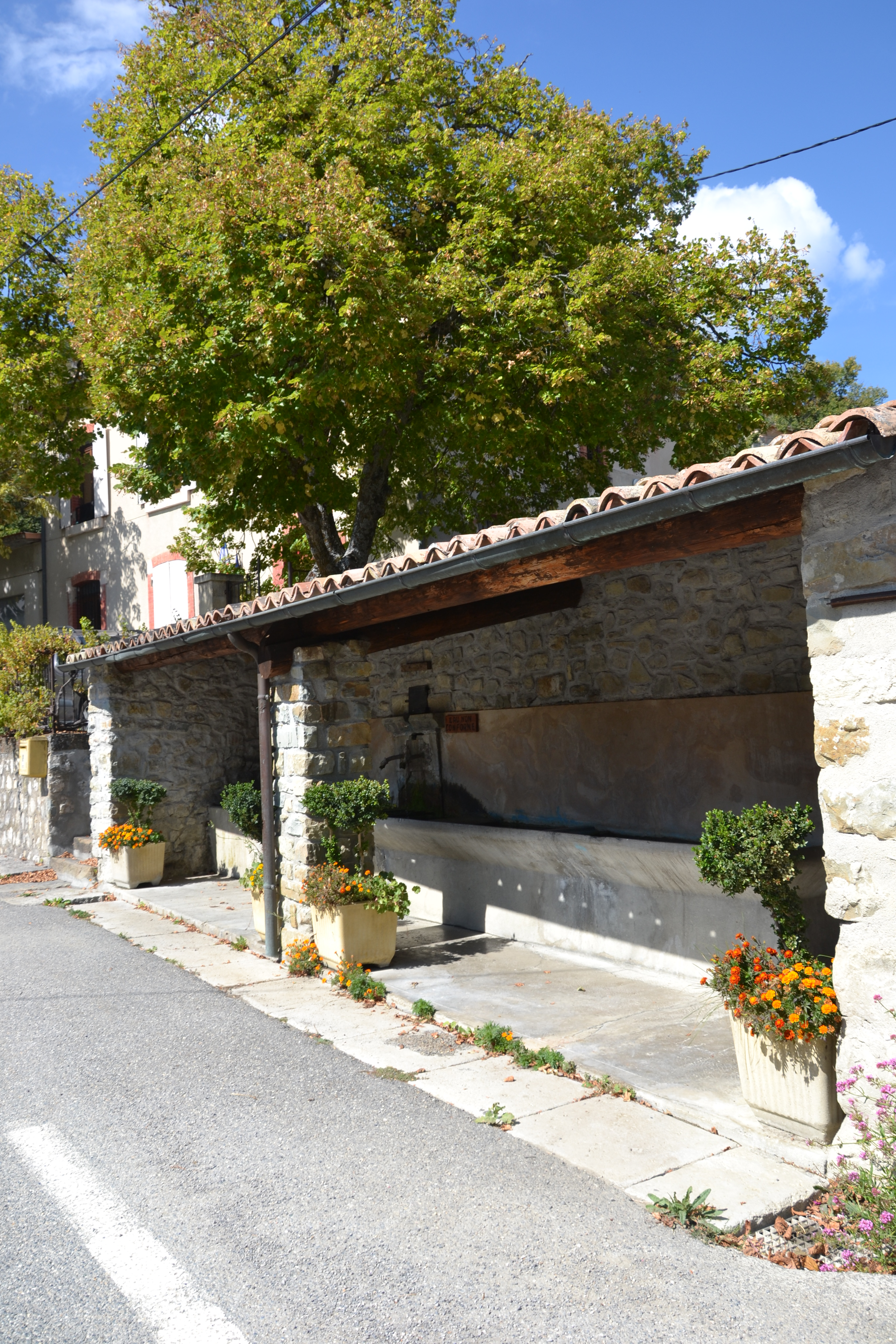
Lavoir
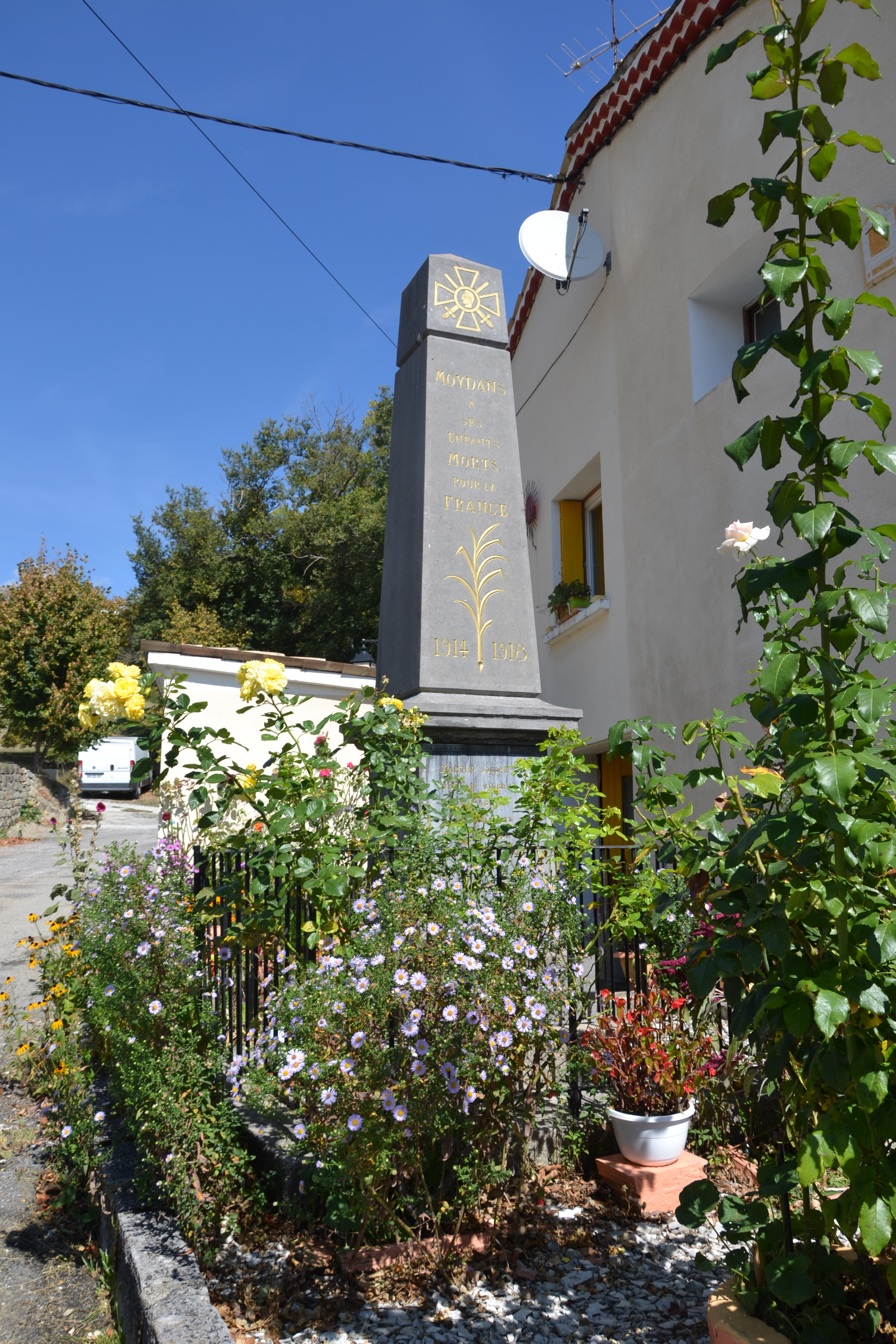
Gefallenendenkmal